# 加拿大公司
加拿大公司是英国一家大型的特许私营土地开发公司，于1825年7月27日由英国议会批准成立，旨在协助接管上加拿大。加拿大公司通过提供更好的船只、更低的船费、各种工具以及廉价的土地来协助移民。苏格兰小说家约翰·加尔特 (John Galt)是该公司的第一任加拿大籍经理。上加拿大政府以341000英镑的价格向其出售了10000平方公里的土地。其中将近一半的土地，包括今天位于休伦湖东岸的休伦道，其余的位于上加拿大的其他后来成为教会公司的教会保留区的区域。约翰·加尔特选定了安大略省的圭尔夫作为公司总部的所在地。公司对这广袤的土地进行了调查并划分了区域，还铺设了道路，建造了磨坊和学校，并向欧洲的买家做广告。然后他们通过其在安大略湖上的一艘小船协助那些定居者迁移到这片区域当中。
加拿大公司的管理不善和腐败、以及其与托利党精英的紧密联盟关系，亦即所谓的“家族盟约（Family Compact）”，是导致1837年上加拿大叛乱的主要因素。
该公司于1953年12月18日解散。

## 对外链接
- Canada Company fonds at the Archives of Ontario
- Moving Here, Staying Here: The Canadian Immigrant Experience at Library and Archives Canada